# Аль-Ахкаф
Аль-Ахка́ф (араб. الأحقاف — Барханы) — сорок шестая сура Корана. Сура мекканская.  Состоит из 35 аятов.

## Содержание
Аль-Ахкаф — местность в Йемене, где жили адиты. В суре рассказывается о ниспослании Корана Аллахом, о том, что люди должны уверовать в него, в Мухаммада и в Судный час.
В ней также обращается внимание на то, что наказание, постигшее тех, кто не повиновался Аллаху и Его посланникам из прежних народов, должно послужить назиданием и поучением для людей. Сура призывает хорошо относиться к родителям. Затем в суре рассказывается, что сонм джиннов, услышав Священный Коран, призвали друг друга слушать его и нашли, что он подтверждает прежние Писания и направляет к истине и к прямому пути. Они уверовали в него и призвали свой народ следовать за ними.

 Ха. Мим. ۝ Писание ниспослано от Аллаха Могущественного, Знающего. ۝ Мы сотворили небеса, землю и то, что между ними, только ради истины и на определённый срок. Но те, которые не веруют, отворачиваются от того, от чего их предостерегают. ۝ Скажи: «Видели ли вы тех, к кому взываете помимо Аллаха? Покажите мне, какую часть земли они сотворили? Или же они являются совладельцами небес? Принесите мне Писание, предшествовавшее этому, или хоть какой след знания, если вы говорите правду». ۝ Кто же находится в большем заблуждении, чем те, которые взывают вместо Аллаха к тем, которые не ответят им до Дня воскресения и которые не ведают об их зове?! ۝ А когда люди будут собраны, они станут их врагами и будут отвергать их поклонение. ۝ Когда им читаются Наши ясные аяты, то те, которые не уверовали в истину, когда она явилась к ним, говорят: «Это - очевидное колдовство». ۝ Или же они говорят: «Он измыслил его». Скажи: «Если я измыслил его, то вы нисколько не защитите меня от Аллаха. Ему лучше знать о том, о чём вы разглагольствуете. Довольно того, что Он является Свидетелем между мною и вами. Он - Прощающий, Милосердный». ۝ Скажи: «Я не являюсь первым из посланников и не знаю, что произойдёт со мной и с вами. Я следую только тому, что внушается мне в откровении. Я - всего лишь разъясняющий и предостерегающий увещеватель». ۝ Скажи: «А что, если Коран - от Аллаха, а вы не уверовали в него? Свидетель из числа сынов Исраила (Израиля) засвидетельствовал о том, что было подобно ему, и уверовал в него, а вы возгордились. Воистину, Аллах не наставляет на прямой путь беззаконников!» 
—  46:1—10 (Кулиев)